# Gerry van der Velden
Gerry van der Velden (Helvoirt, 17 april 1947) is een Nederlandse beeldhouwer.

## Leven en werk
Van der Velden volgde de Academieklas aan de Katholieke Leergangen in Tilburg en studeerde aan de Rijksakademie van beeldende kunsten in Amsterdam. Zij specialiseerde zich in beeldhouwen en tekenen. Van der Velden maakt beelden in was of gips die in brons gegoten worden. Naast haar beeldhouwwerk tekent zij veel. Haar favoriete onderwerpen zijn dieren en mensen.
Haar werk is onder andere in bezit van de gemeenten Tiel, Wageningen, Harderwijk, Helvoirt, Buren, Beek Ubbergen en Nijmegen (beeldentuin in het Westerpark in Nijmegen-West).

## Selectie van werken
- Naar boven kijken (2024), Varik
- Kijken (2016), Varik
- Oorlogsmonument De Verrekijker (2013), Eldik
- Hallo (2013), bij afslag Kesteren aan de A15
- Wachter (2013), Rijnbandijk, Opheusden
- Overpeinzing van de herfst (2012), begraafplaats in Varik
- Paard (2010), Zoelen
- Zomer (2008), Zoelen
- Stier (2006), Zoelen
- Wachters (2004), Haaften[1]
- De Koe (2003), Heesselt
- Schip (1986), Tiel[2]
- Kat (1979), De Broederij in Nijmegen
- Turnster (1976), Helvoirt
- Vissersvrouw met kind (1975), Havendam, Harderwijk

## Fotogalerij

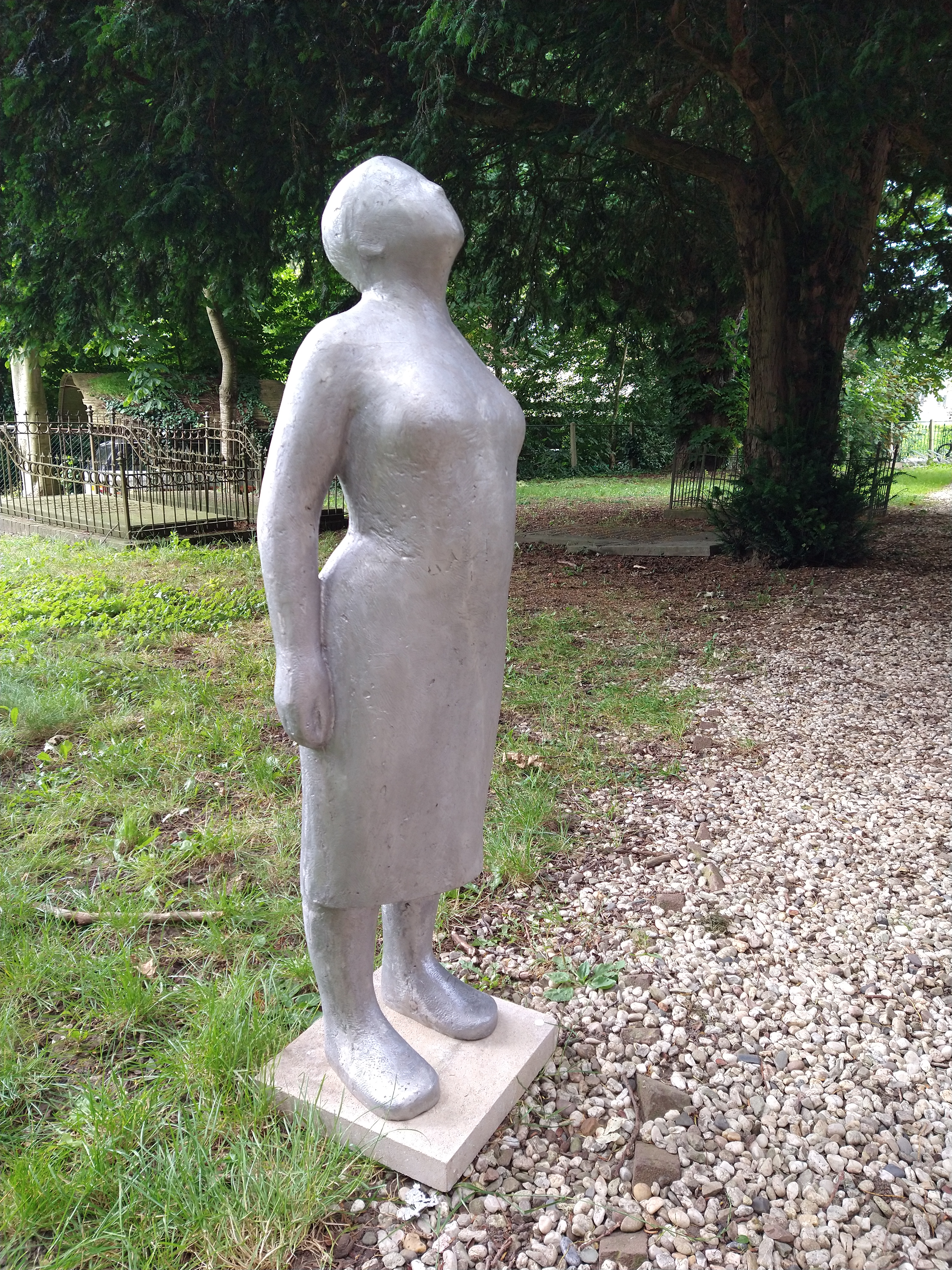
Naar boven kijken, Varik
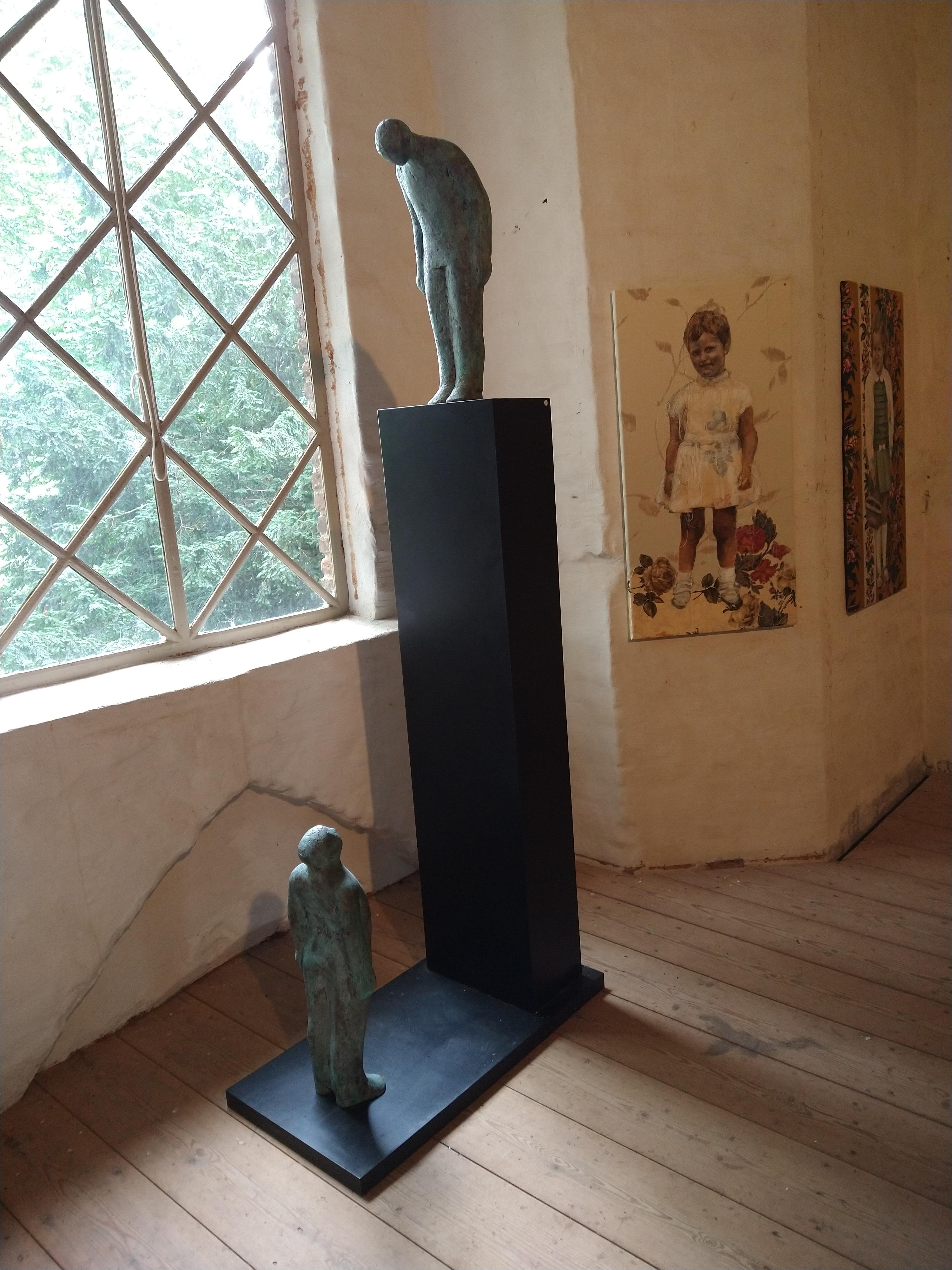
Kijken, Varik
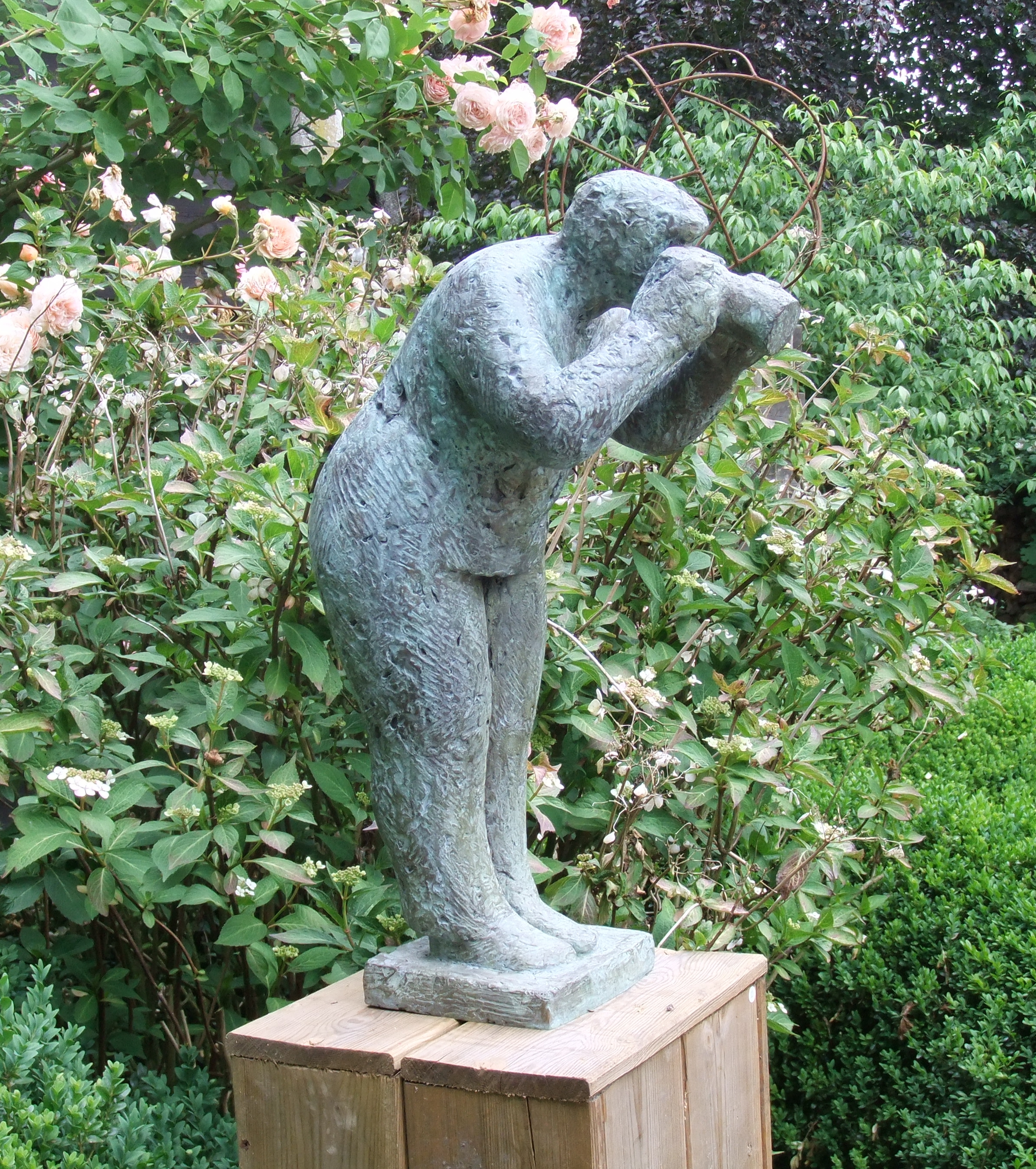
De verrekijker, Eldik
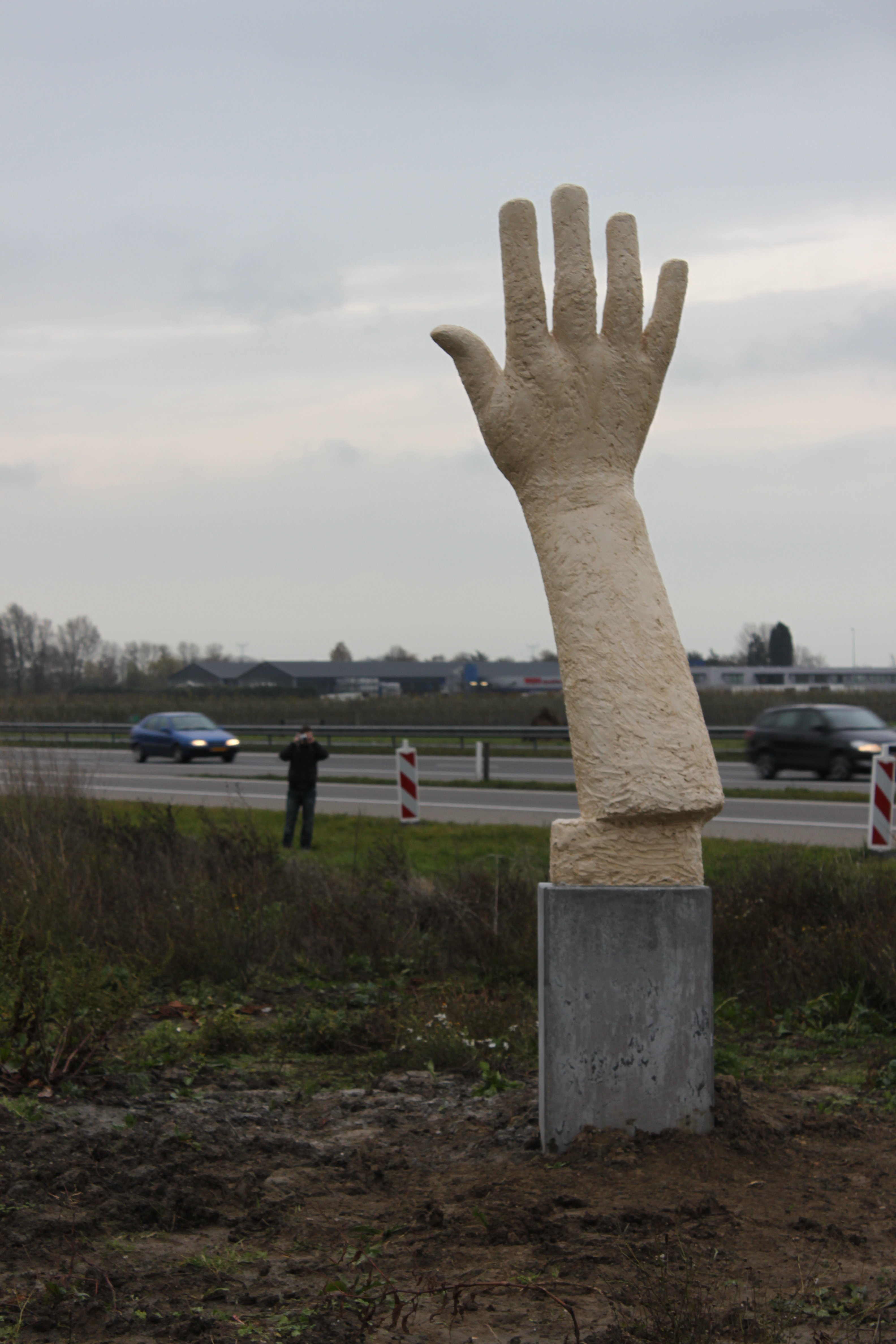
Hallo, Kesteren
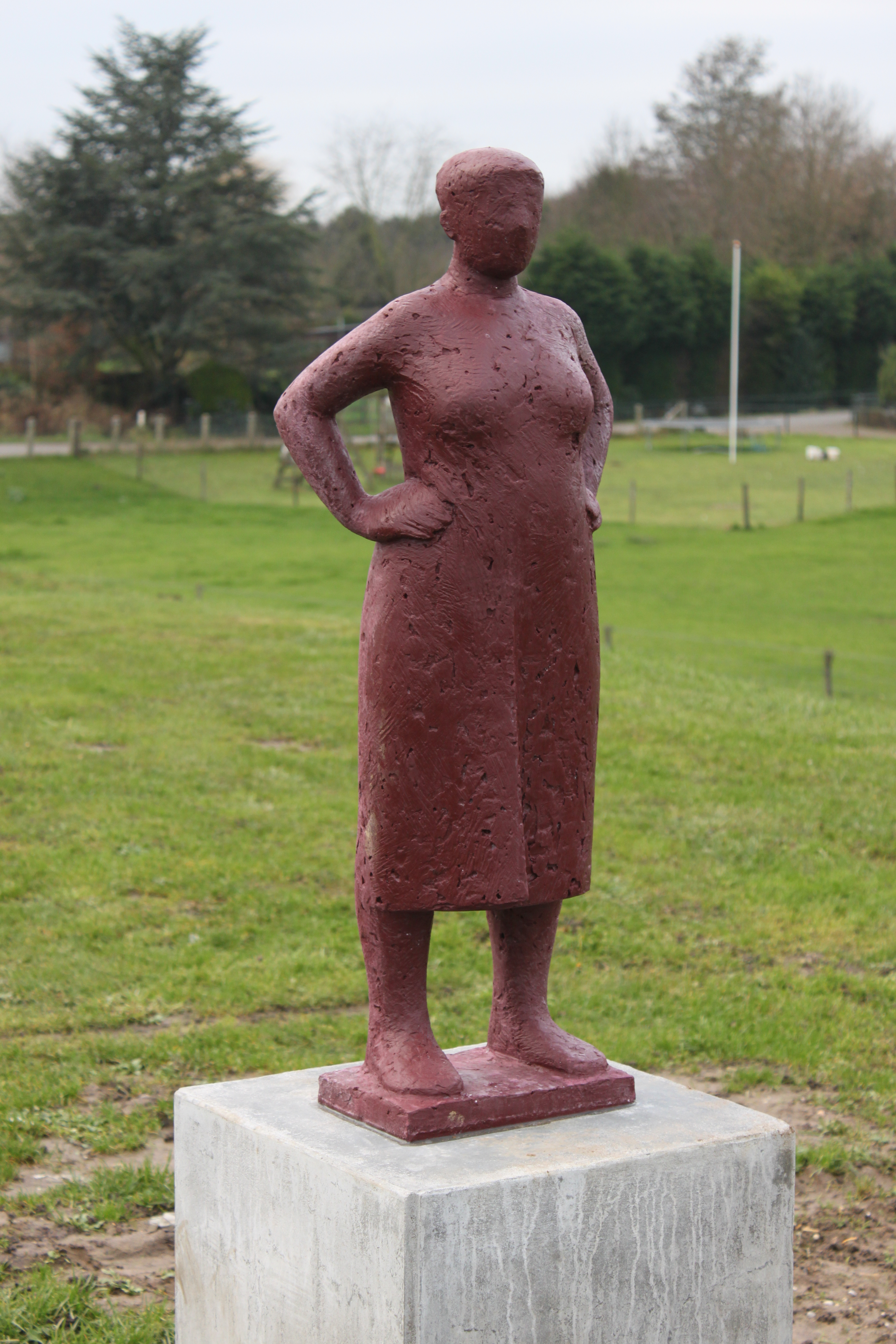
Wachter, Opheusden
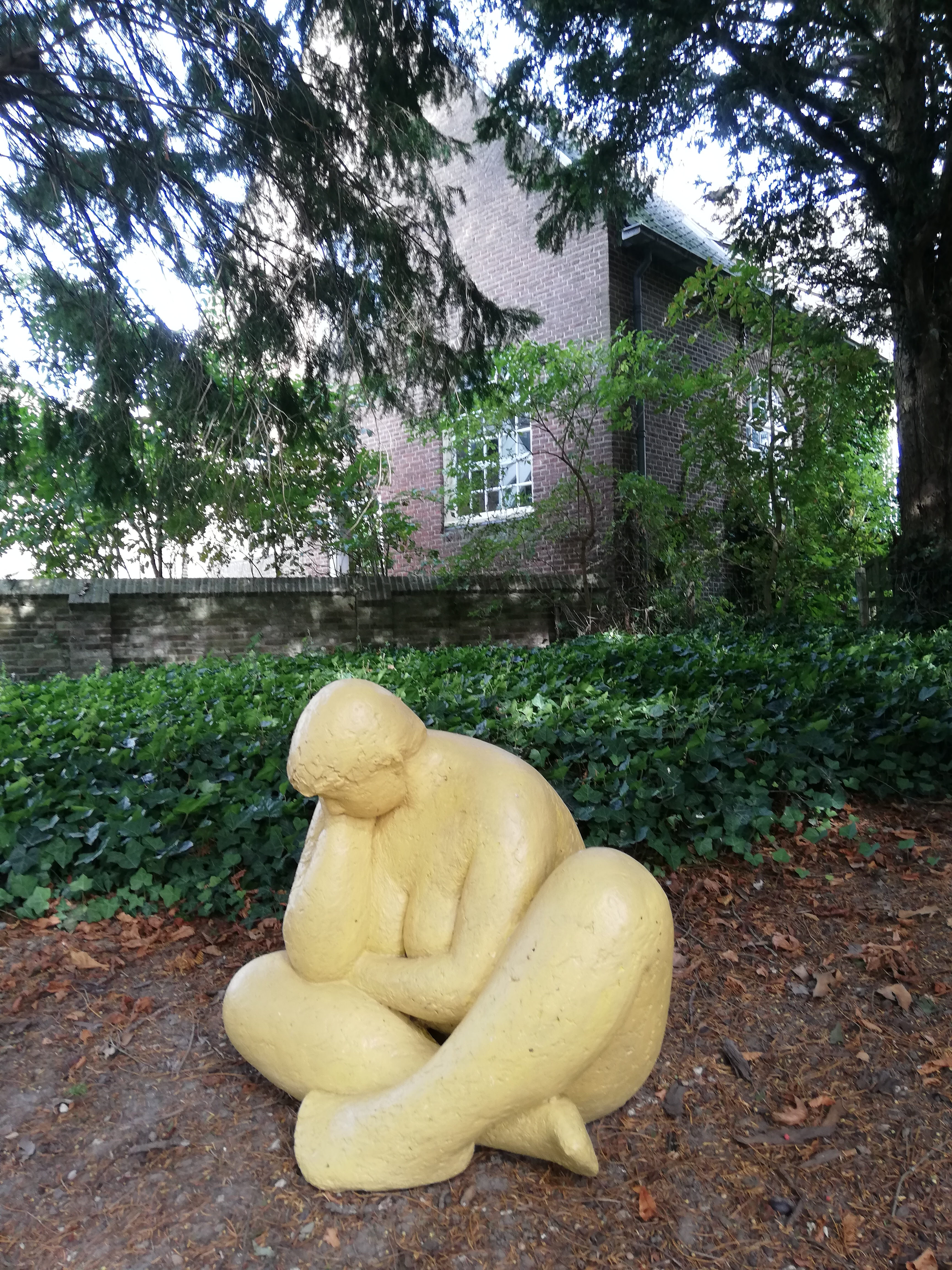
Overpeinzing van de herfst, Varik
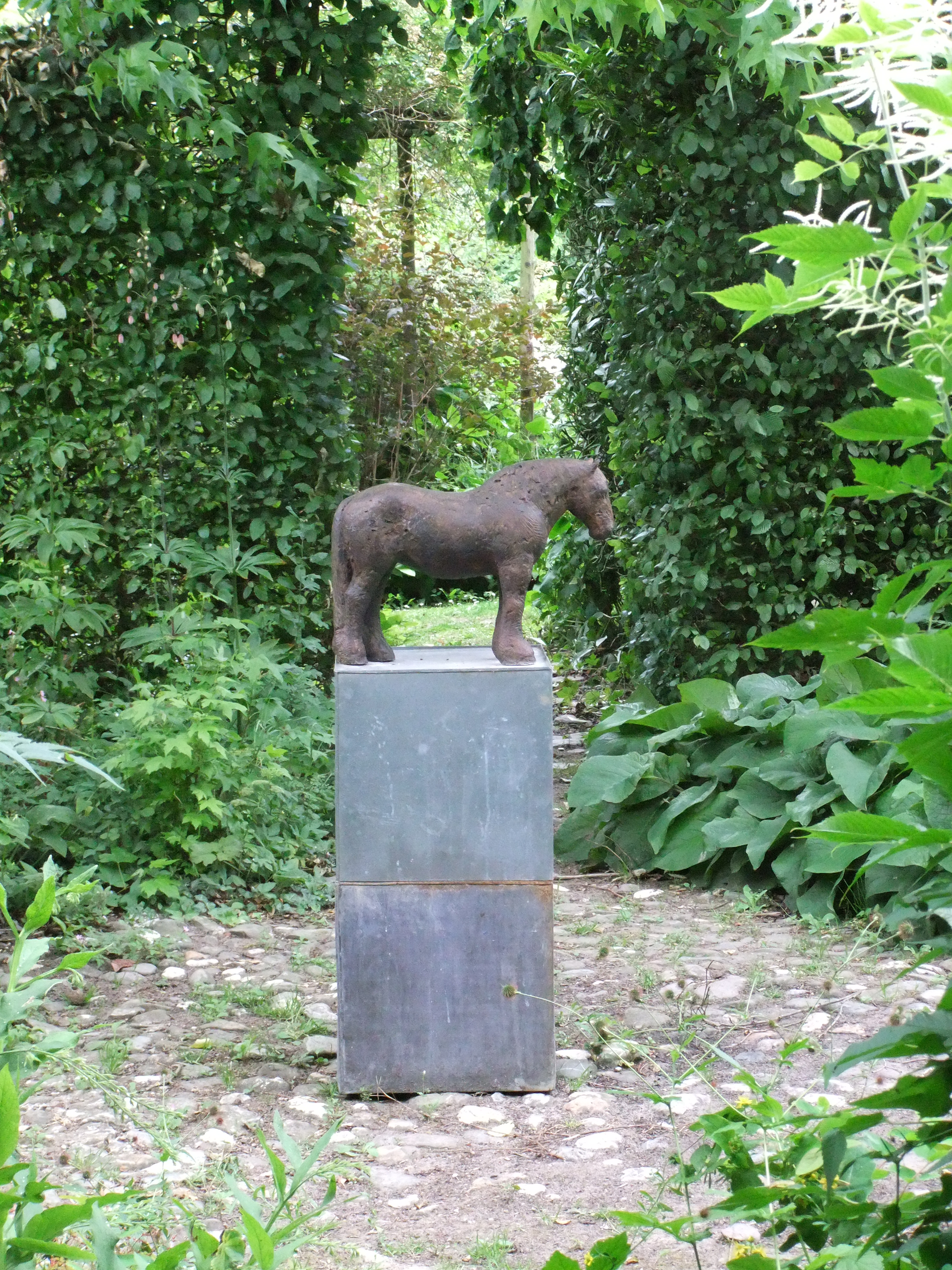
Paard, Zoelen
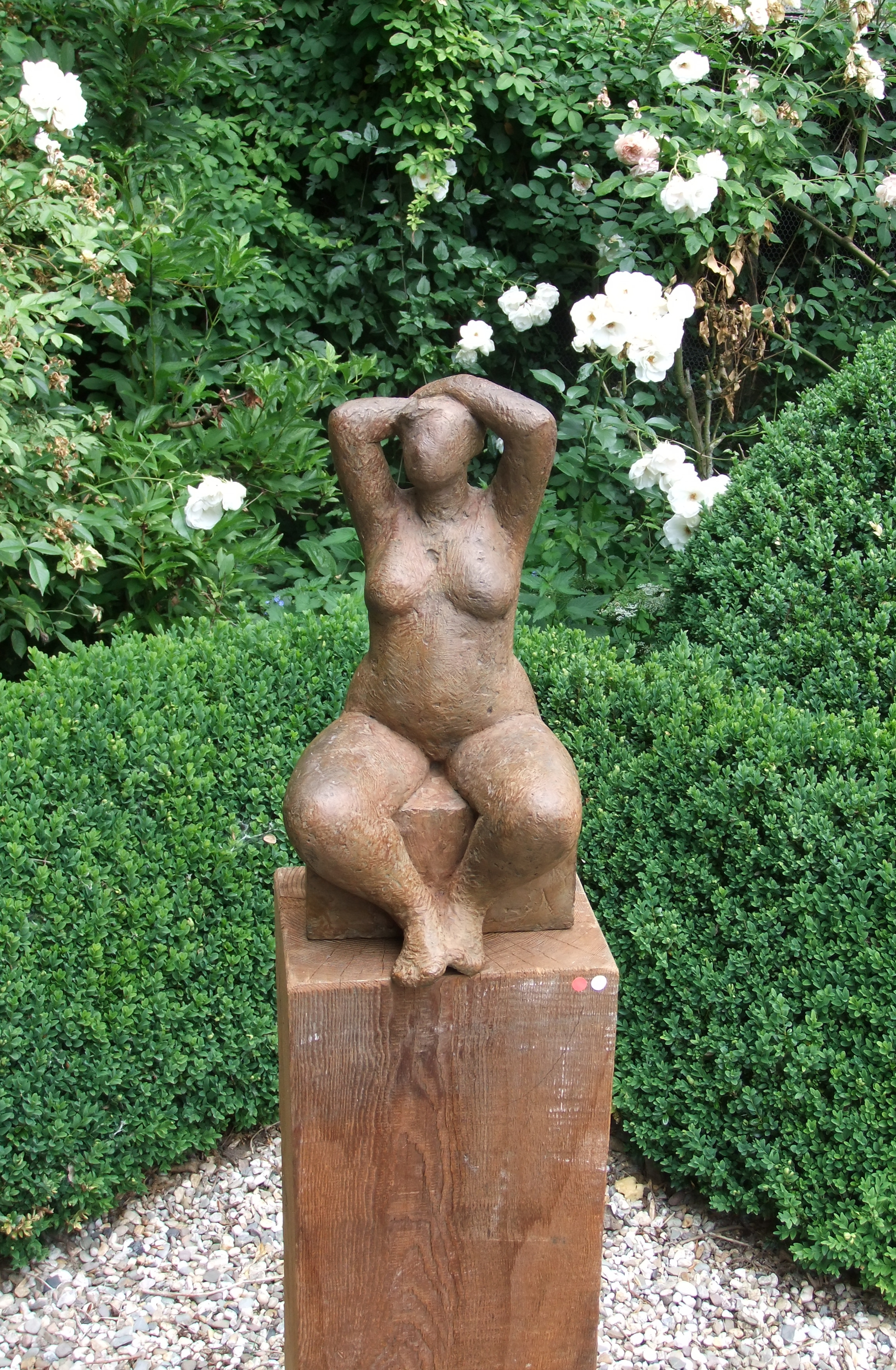
Zomer, Zoelen
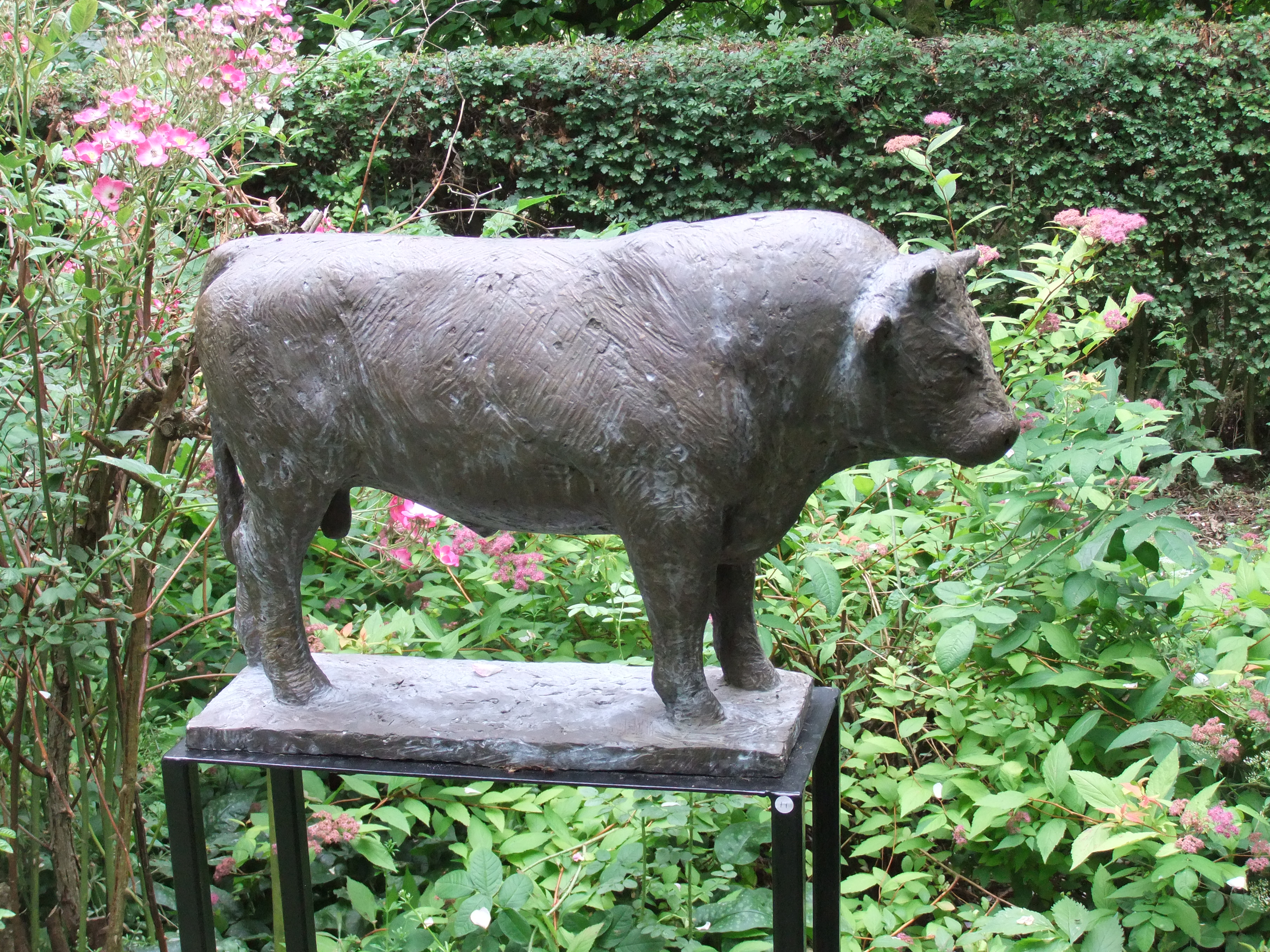
Stier, Zoelen
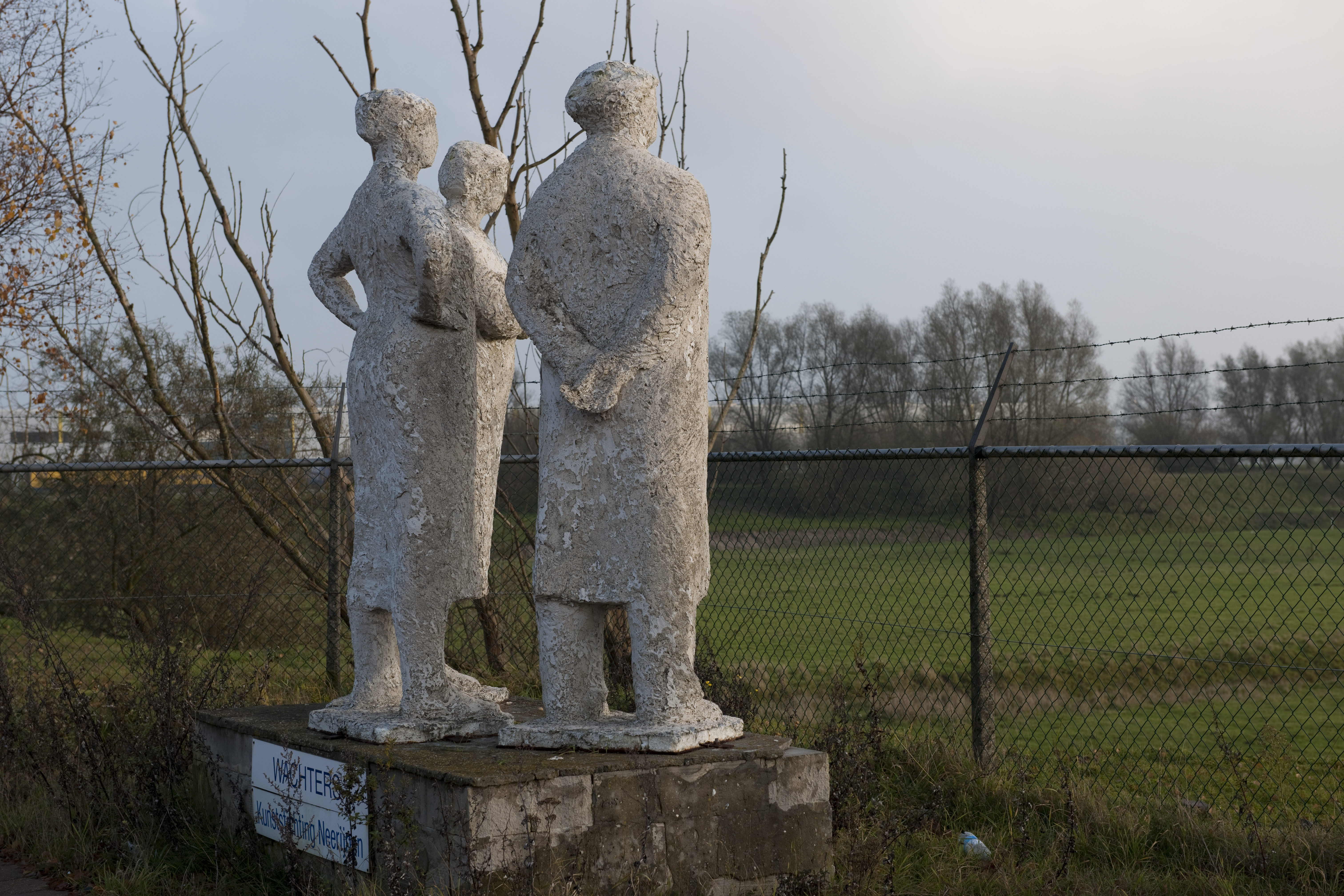
Wachters, Haaften
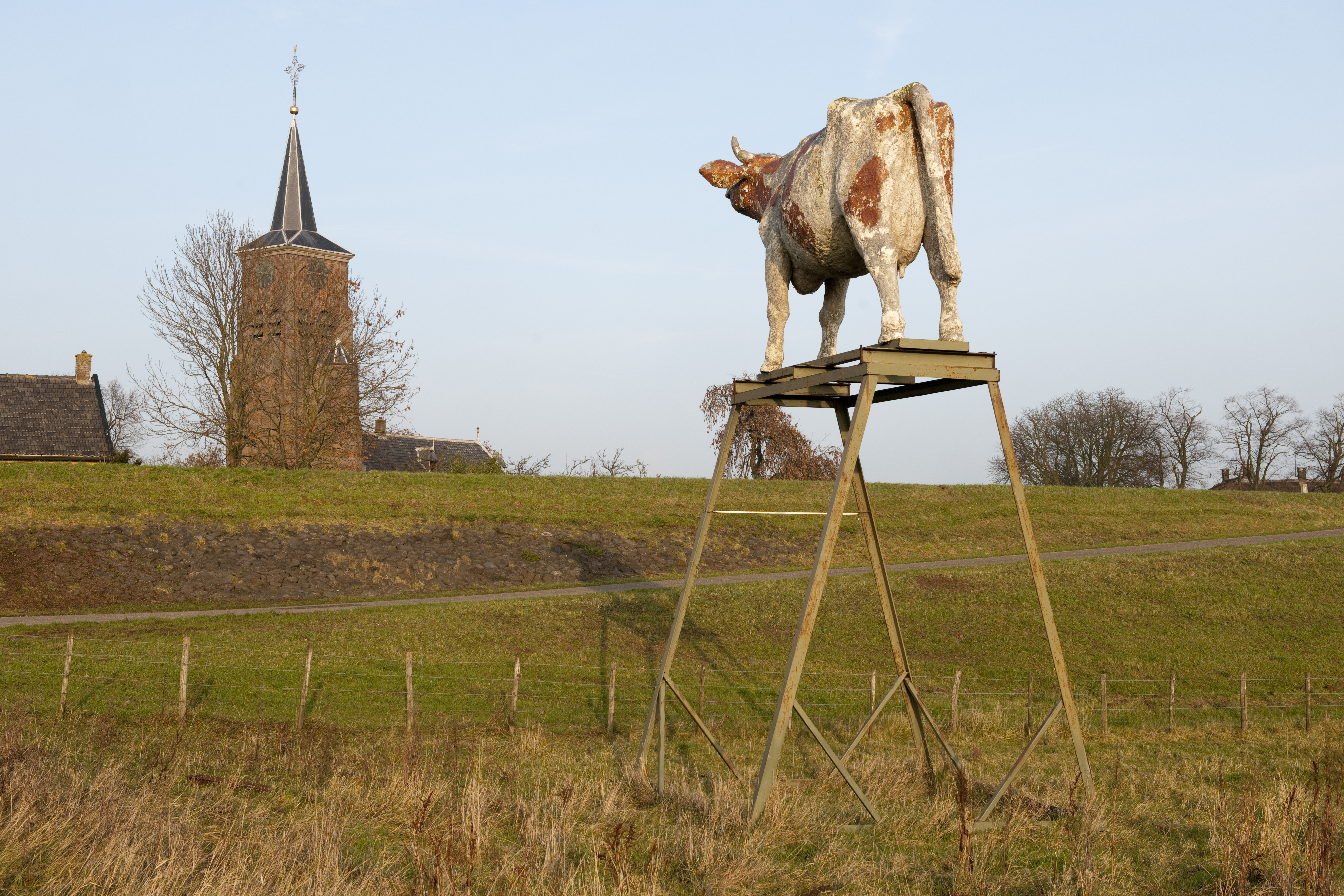
De Koe, Heesselt
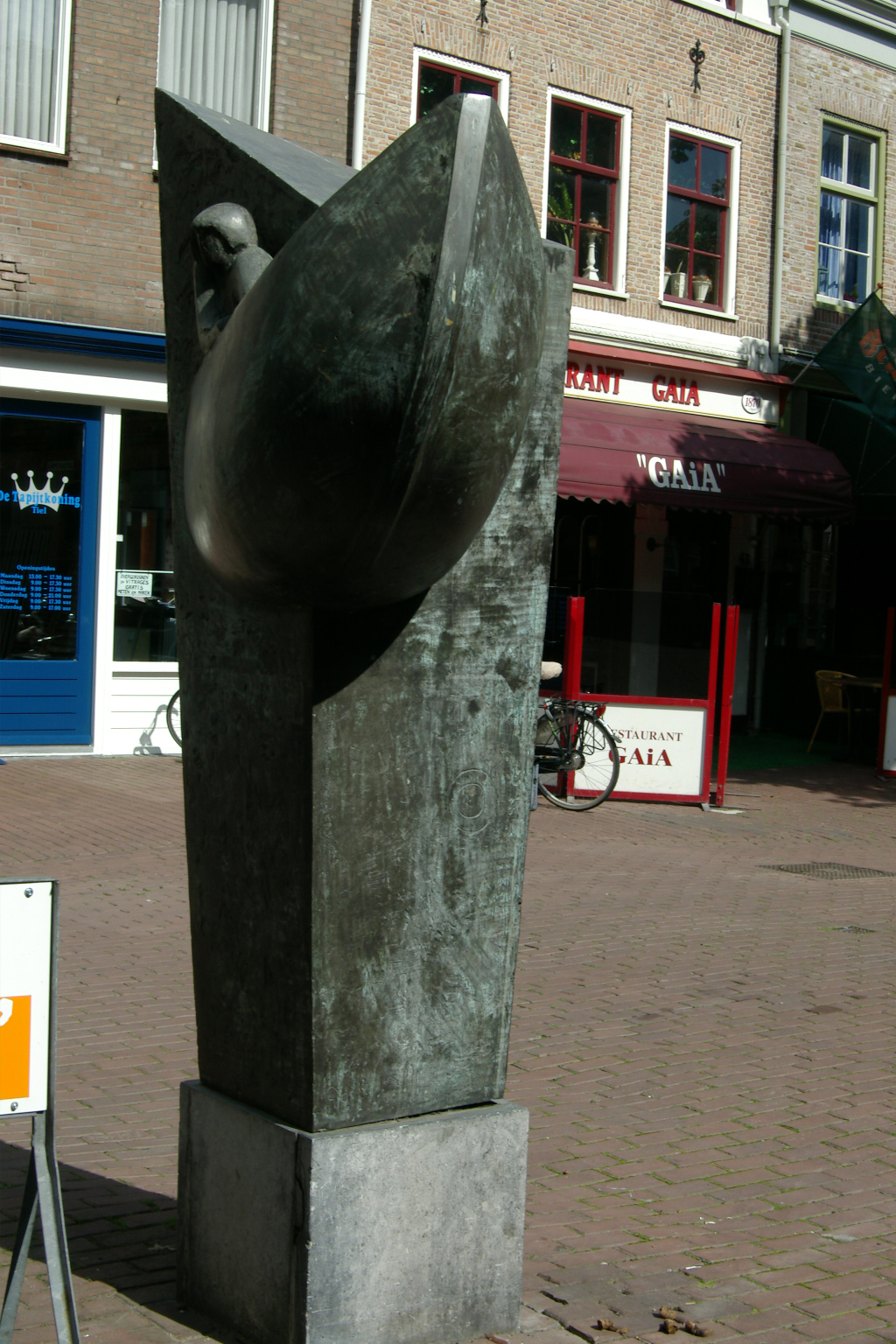
Schip, Tiel
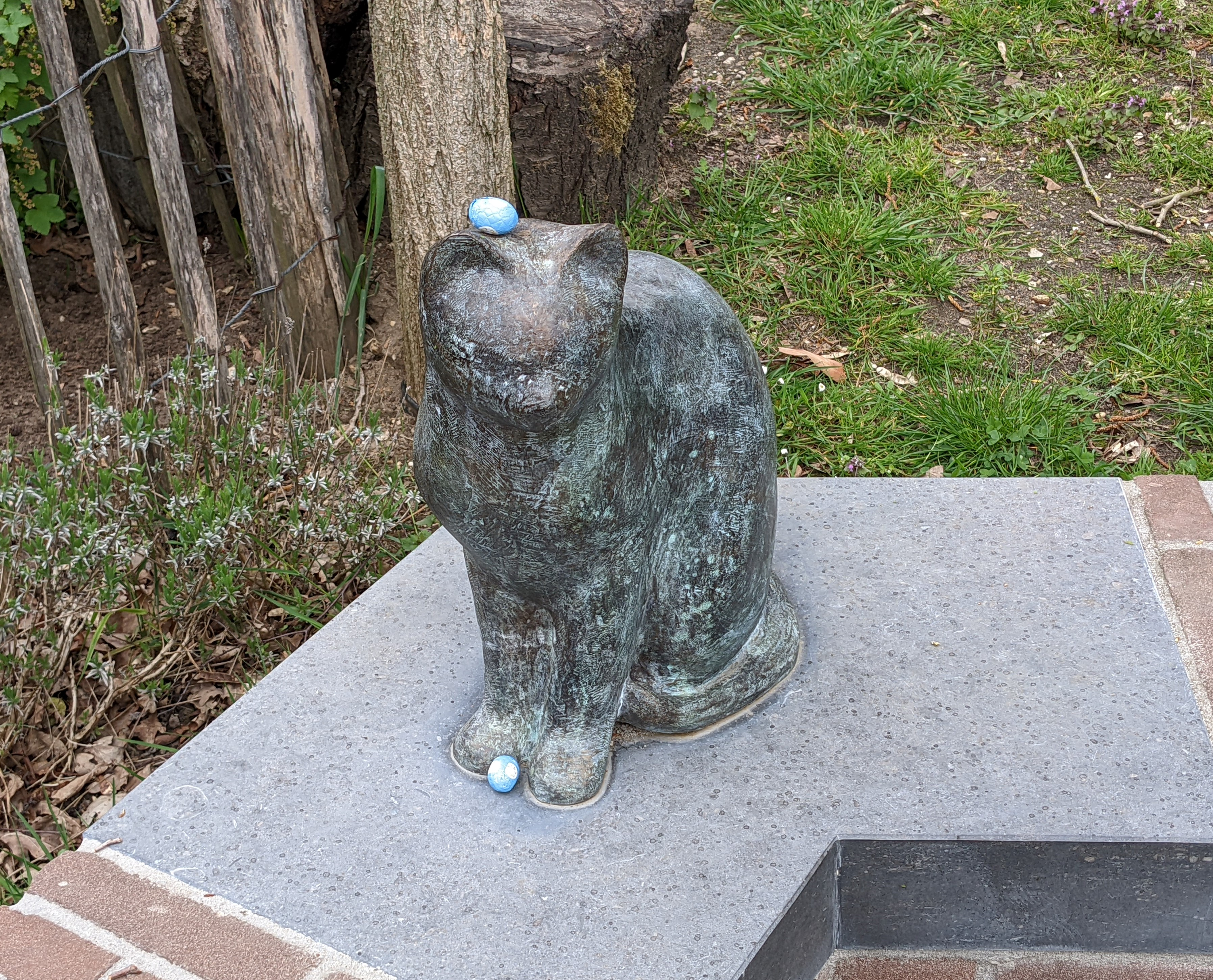
Kat, Nijmegen
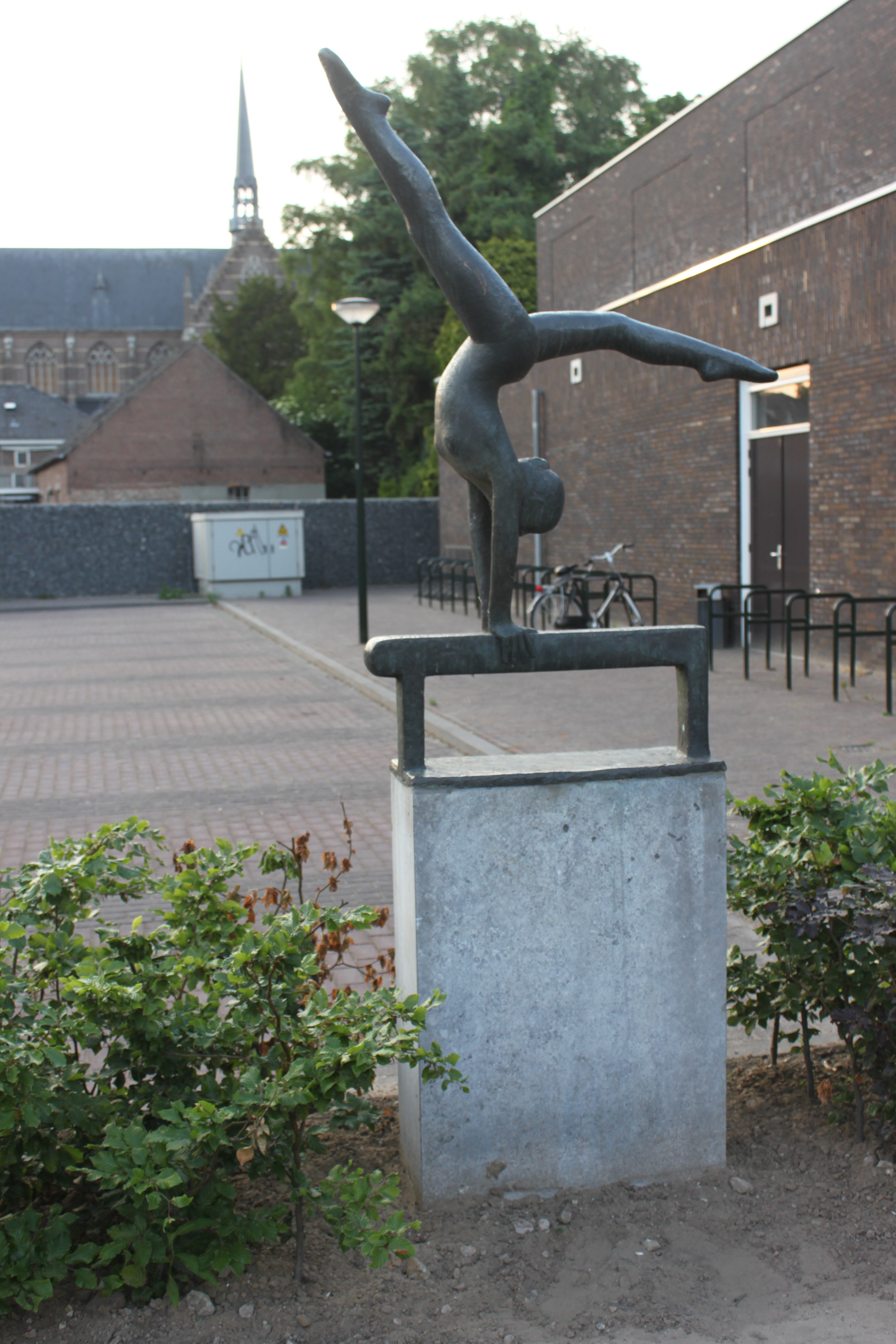
Turnster, Helvoirt
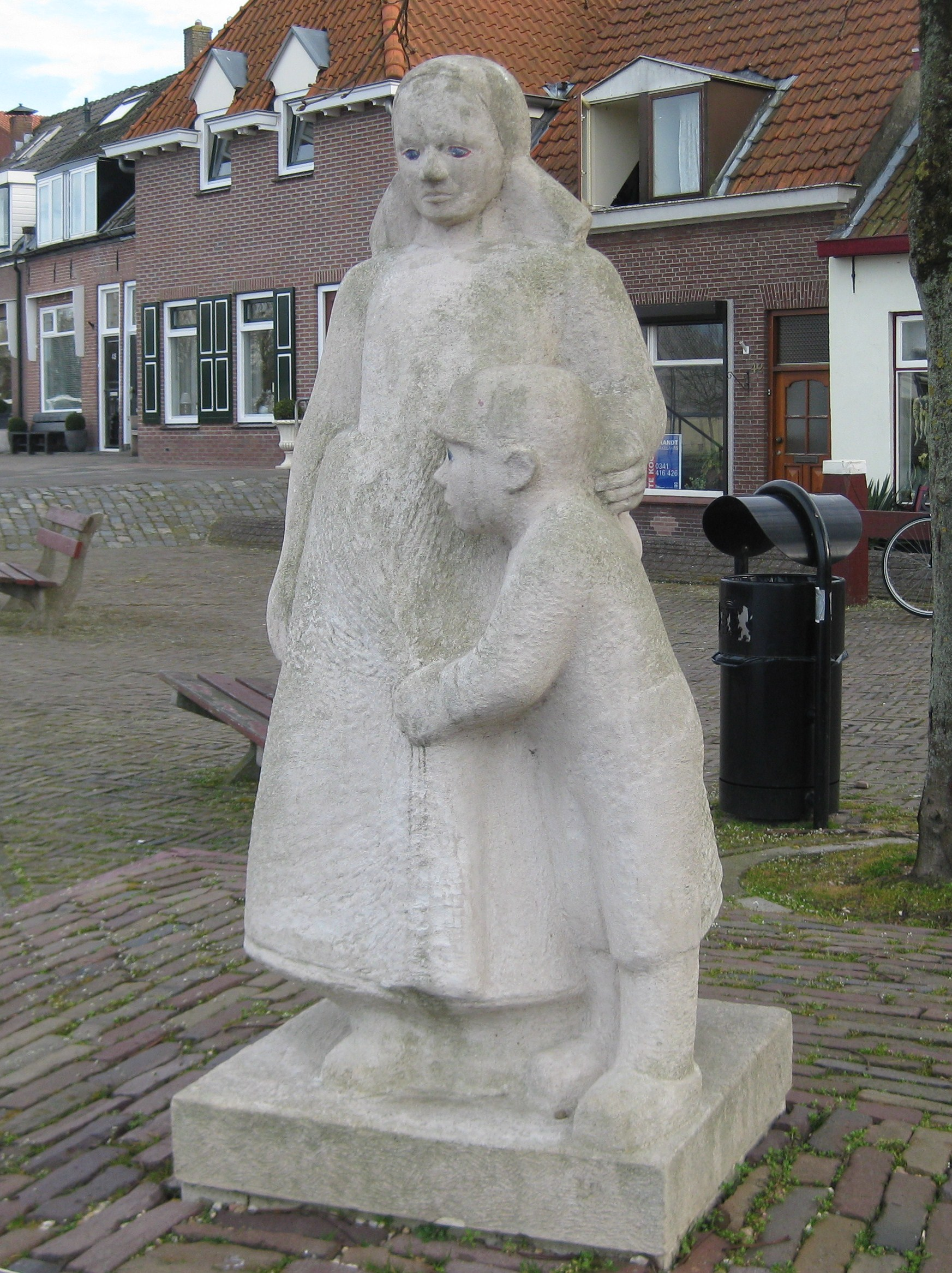
Vissersvrouw met kind, Harderwijk